# إدي ويد
إدي ويد (بالإنجليزية: Eddie Wade)‏ هو سياسي أيرلندي، ولد في 1948. حزبياً، نشط في فيانا فايل. في الانتخابات العمومية الإيرلندية 1997 ‏، انتخب نائب دييل عن دائرة ليمريك الشرقية ‏ وقد انضم خلال فترته النيابية ‏ (26 يونيو 1997 – 25 أبريل 2002) للكتلة البرلمانية فيانا فايل.